# Françoise Pascal (poétesse)
Pour les articles homonymes, voir Françoise Pascal et Pascal.
Œuvres principales
- Théâtre :
  - L'amoureux extravagant (1657)
  - L'amoureuse vaine et ridicule (1657)
  - Sésostris (1661)
  - Le Vieillard amoureux (1664)
  - Le Commerce du Parnasse (1669)

Françoise Pascal, baptisée à Lyon le 18 février 1632 et morte à Paris après 1698, est une poétesse, peintre, dramaturge et parolière française.

## Biographie
Françoise Pascal est née au début de l'année 1632 et baptisée le 18 février à l'église Notre-Dame de la Platière. 
Fille d'un commis des douanes devenu garde du maréchal de Villeroy, le gouverneur de la ville, Françoise Pascal fut au service de la prestigieuse famille des Villeroy. Ce service lui permet de côtoyer l'élite lyonnaise du moment et de voir de nombreuses pièces de théâtre données dans la salle contigüe à l'hôtel des gouverneurs. Elle évoque ce fait dans un sonnet fait à la comédie. 
Elle se fit connaître par ses poésies, ses peintures (aujourd’hui disparues) et surtout par ses pièces de théâtre. Elle est la première femme, connue à ce jour, dont l’œuvre dramatique ait été jouée par des troupes professionnelles. Elle s’installa à Paris vers 1667, peut-être pour tenter une carrière théâtrale sur les scènes de la capitale, mais apparemment sans succès. Elle évolua alors dans certains salons de la capitale, composant les paroles d’œuvres musicales et religieuses.

## Œuvres
- Agathonphile Martyr, tragi-comédie, Lyon, C. Petit, 1655.
- Diverses poésies, Lyon, Simon Matheret, 1657.
- L’Amoureux extravagant, L’Amoureuse vaine et ridicule, pièces comiques en 1 acte, 1657
- L'Endymion,  tragédie, Lyon, C. Petit, 1657 [lire en ligne]
- Sésostris, Lyon, tragédie, A. Offray, 1661.
- Le Vieillard amoureux, pièce comique en 1 acte, Lyon, A. Offray, 1664.
- Le Commerce du Parnasse, Paris, C. Barbin, 1669.
- Cantiques spirituels ou Noëls nouveaux, sur la naissance du Sauveur, Paris, N. Oudot, 1670.
- Les Réflexions de la Madeleine dans le temps de sa pénitence, Paris, M. Coustelier, 1674
- Les Entretiens de la Vierge et de Saint Jean l’Évangéliste sur la vie et la mort du Sauveur, Paris, Veuve S. Huré, 1680.

## Éditions modernes
- Agathonphile martyr, tragi-comédie, éd Theresa Varney Kennedy, Tübingen, Gunter Narr Verlag, 2008.
- Endymion, éd. P. Gethner, dans: Femmes dramaturges en France (1650-1750) Pièces choisies. Tome II, Tübingen,Gunter Narr Verlag 2002.
- L’Amoureux extravagant, L’Amoureuse vaine et ridicule, Sésostris, Le Vieillard amoureux, éd. Deborah Steinberger, dans Théâtre de femmes, XVIIe siècle,  dir. A. Evain, P. Gethner & H. Goldwyn, vol.2, Saint-Étienne, Publications de l’Université de Saint-Étienne, 2008 / rééd. Paris, Classiques Garnier, 2015.
- Le Commerce du Parnasse, éd. Deborah Steinberger, Exeter, University of Exeter Press, 2001.
- Le Vieillard amoureux, préface d'Aurore Evain, éditions Talents Hauts, collection "Les Plumées", février 2020.